# Mercedes F1 W05 Hybrid
El Mercedes F1 W05 Hybrid, inicialmente conocido como Mercedes F1 W05, es un monoplaza de Fórmula 1 diseñado por Mercedes para competir en la Temporada 2014 de Fórmula 1. Fue el sucesor del W04, y tanto visual como técnicamente, fue muy diferente a su predecesor, debido a las nuevas reglamentaciones para la categoría. La transmisión de ocho velocidades y el sistema de recuperación de energía fueron desarrollados por Mercedes. El coche fue conducido por el ganador del Campeonato Mundial de Pilotos de 2008, Lewis Hamilton y por Nico Rosberg, ambos pilotos que continuaban en el equipo por segunda temporada consecutiva. El F1 W05 fue diseñado para usar el nuevo motor Mercedes V6 1.6 turbo, denominado PU106A Hybrid. Como patrocinadores del equipo, en el coche se veían reflejadas las marcas Petronas (como patrocinador principal), Daimler AG, BlackBerry, Swissquote, Puma y Pirelli

## Resultados
(Clave) (negrita indica pole position) (cursiva indica vuelta rápida)
| Año  | Motor                               | Neu. | N.º | Pilotos        | 1   | 2   | 3   | 4   | 5   | 6   | 7   | 8   | 9   | 10  | 11  | 12  | 13  | 14  | 15  | 16  | 17  | 18  | 19  | Puntos | Pos. |
| ---- | ----------------------------------- | ---- | --- | -------------- | --- | --- | --- | --- | --- | --- | --- | --- | --- | --- | --- | --- | --- | --- | --- | --- | --- | --- | --- | ------ | ---- |
| 2014 | Mercedes PU106A Hybrid 1.6 V6 Turbo | P    |     |                | AUS | MYS | BHR | CHN | ESP | MON | CAN | AUT | GBR | GER | HUN | BEL | ITA | SIN | JPN | RUS | USA | BRA | ABU | 701    | 1º   |
| 2014 | Mercedes PU106A Hybrid 1.6 V6 Turbo | P    | 6   | Nico Rosberg   | 1   | 2   | 2   | 2   | 2   | 1   | 2   | 1   | Ret | 1   | 4   | 2   | 2   | Ret | 2   | 2   | 2   | 1   | 14  | 701    | 1º   |
| 2014 | Mercedes PU106A Hybrid 1.6 V6 Turbo | P    | 44  | Lewis Hamilton | Ret | 1   | 1   | 1   | 1   | 2   | Ret | 2   | 1   | 3   | 3   | Ret | 1   | 1   | 1   | 1   | 1   | 2   | 1   | 701    | 1º   |

- Pilotos y constructores suman puntos dobles en el Gran Premio de Abu Dabi.